# Cala Lliteres
Die Cala Lliteres ist eine Badebucht in Cala Rajada im Nordosten der Baleareninsel Mallorca. 

## Lage
Die Cala Lliteres liegt am Ende der Carrer de na Lliteres, umgeben von mehreren Hotels, nahe der Avinguda Cala Agulla im Norden von Cala Rajada.

## Strand
Der Sandstrand ist nur sehr klein. An der Anlegemole befindet sich eine Tauchschule.